# Hidaard
Hidaard is een dorp in de gemeente Súdwest-Fryslân, in de Nederlandse provincie Friesland. Hidaard ligt tussen Bolsward en Oosterend aan de Hidaardervaart, en ten oosten van de Slachtedijk, die ter plaatste Tjebbingadyk heet.
In 2023 telde het dorp 125 inwoners. In het postcodegebied van Hidaard liggen de buurtschappen De Klieuw, Hidaarderzijl en Driehuizen.

## Geschiedenis
Het dorp is ontstaan op een terp op het oostelijke einde van het eiland Oosterend. In de 13e eeuw werd de plaats vermeld als Hedawere, in 1335 als Hyddenwerd, in 1381 als Hiddawert, in 1482 als Hydaart, en in 1505 als Hydaert. De plaatsnaam duidt op een bewoonde hoogte (werd) van de persoon Heda of Hidde.
Tot de gemeentelijke herindeling in 1984 maakte Hidaard deel uit van de toenmalige gemeente Hennaarderadeel en daarna tot 2018 behoorde het tot de toenmalige gemeente Littenseradeel.

## Kerk

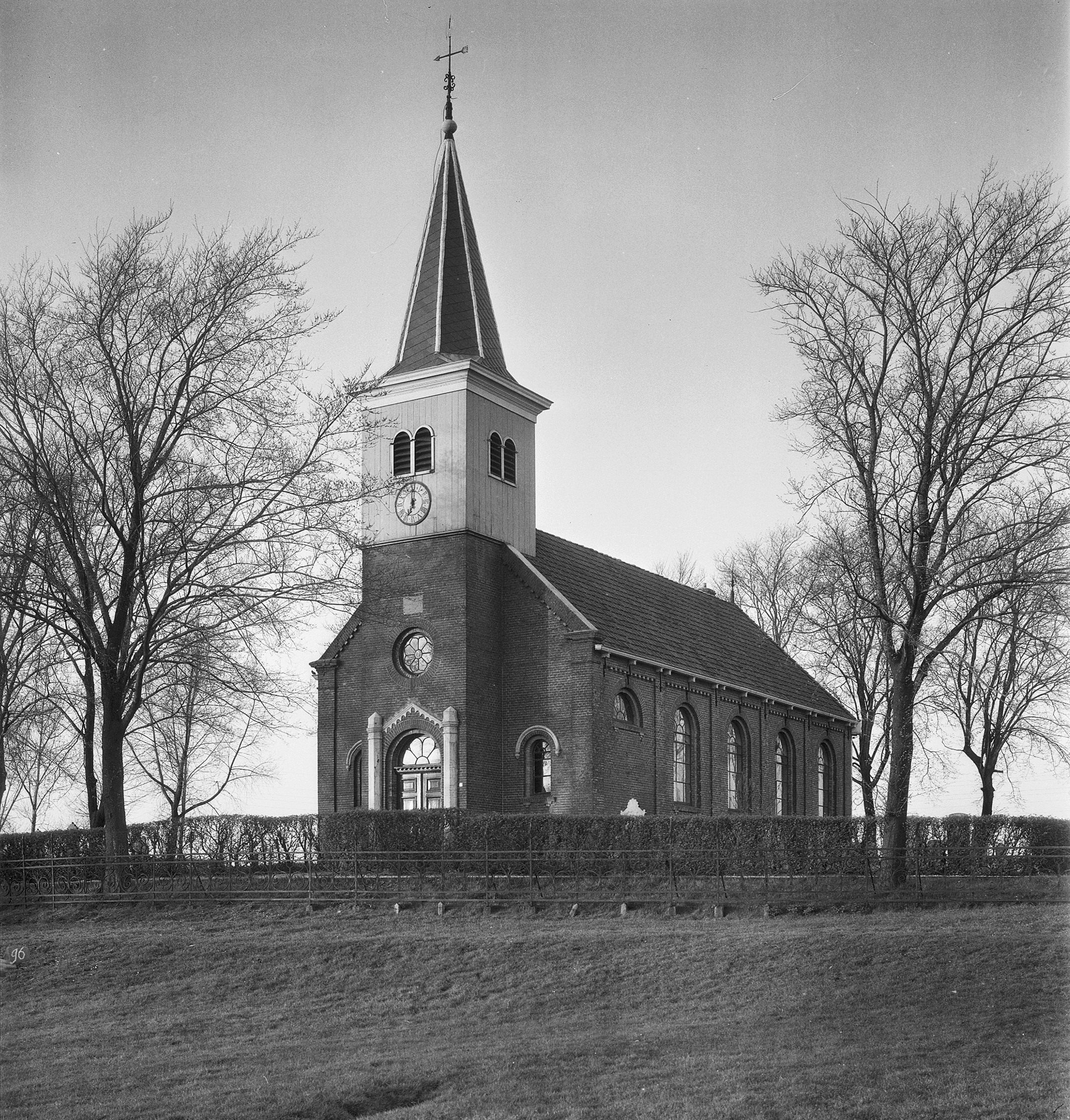
Kerk van Hidaard

De huidige kerk van Hidaard is een zaalkerk uit 1873. De kerk heeft een driezijdig gesloten koor en een half ingebouwde toren met Ingesnoerde spits. De eerste kerk van het dorp zou in 1303 zijn gebouwd. Deze kerk stond volgens Van der Aa aan de noordzijde van een oude klooster, naast de stins van de Dodo Tjebbinga. Deze broeder had ook een kruisbeeld geschonken aan de kerk. De kerk raakte uiteindelijk in verval. De kerk zou in 1507 zijn ingestort. In 1508 werd er een nieuwe kerk gebouwd. Deze zou dus er tot 1873 hebben gestaan.

## Rijksmonument
Het enige echte rijksmonument van Hidaard is een boerderij van het kop- hals-romptype. Deze heeft een onderkelderd voorhuis en staat  aan de Buorren.

## Sport
In Hidaard is een kaatsvereniging en biljartclub.

## Onderwijs en dorpshuis
In Hidaard stond lang een school. Deze school werd in de jaren 50 van de twintigste een verenigingsgebouw van de kerk. In 1997 heeft de dorpsbelangenvereniging het gebouw overgenomen en verbouwd tot een dorpshuis. Deze kreeg de naam It Hiddahûs.
Steden: Bolsward · Hindeloopen · IJlst · Sneek · Stavoren · Workum

Dorpen en gehuchten: Abbega · Allingawier · Arum · Blauwhuis · Bozum · Breezanddijk · Britswerd · Burgwerd · Cornwerd · Dedgum · Deersum · Edens · Exmorra · Ferwoude · Folsgare · Gaast · Gaastmeer · Gauw · Goënga · Greonterp · Hartwerd · Heeg · Hemelum · Hennaard · Hichtum · Hidaard · Hieslum · Hommerts · Idsegahuizum · IJsbrechtum · Indijk · It Heidenskip · Itens · Jutrijp · Kimswerd · Kornwerderzand · Koudum · Kubaard · Loënga · Lollum · Longerhouw · Lutkewierum · Makkum · Molkwerum · Nijhuizum · Nijland · Offingawier · Oosterend · Oosterwierum · Oosthem · Oppenhuizen · Oudega · Parrega · Piaam · Pingjum · Poppingawier · Rauwerd · Rien · Roodhuis · Sandfirden · Scharl · Scharnegoutum · Schettens · Schraard · Sijbrandaburen · Terzool · Tirns · Tjalhuizum · Tjerkwerd · Uitwellingerga · Waaxens · Warns · Westhem · Wieuwerd · Witmarsum · Wolsum · Wommels · Wons · Woudsend · Zurich

Buurtschappen: Abbegaasterketting · Anneburen · Arkum · Atzeburen · Baarderburen · Baburen · Bernsterburen · De Bieren · De Blokken · De Hel · De Grits · De Kat · De Klieuw · De Polle · De Wieren · Dijksterburen · Doniaburen · Draaisterhuizen · Driehuizen · Eemswoude · Engwerd · Engwier · Exmorrazijl · Feyteburen · Flansum · Galamadammen · Gooium · Grauwe Kat · Grote Wiske · Grotewierum · Harkezijl · Hayum · Hemert · Hidaarderzijl · Hoekens · Hornsterburen · Idzega · Idserdaburen · Indijk (Bozum) · Jet · Jonkershuizen · Jousterp · Jouswerd · Kampen · Kleine Gaastmeer · Kleine Wiske · Kleiterp · Kooihuizen · Koufurderrige  · Kromwal · Koudehuizum · Laaxum · Laad en Zaad · Lippenwoude · Lytshuizen · Makkum (Bozum) · Meilahuizen · Montsamaburen · Nijeburen · Nijeklooster · Nijezijl · Oosthem (Witmarsum) · Osingahuizen · Piekezijl · Remswerd · Rijtseterp · Scharneburen · Schrok · Sieswerd · Sjungadijk · Smallebrugge · Sotterum · Speers  · Strand · Swaanwerd · Swarte Beien · Tsjerkebuorren · Vierhuizen · Viersprong · Vijfhuis · Vissersburen  · Het Vliet· Westerlittens · Wolsumerketting · Wonneburen · Ypecolsga

 Voormalige buurtschappen: Aaksens · Angterp · De Band · Barsum · De Bird · Bittens · Bloemkamp · Bootland · Bovenburen · Doniawier · Goëngamieden · Hiddum · Houw · Knossens · De Nes · Ottenburen · Sandfirderrijp · Slijp · Spijk · De Weeren 

Friesland: Steden en dorpen      Nederland: Provincies · Gemeenten